# Объединённый институт лабораторной астрофизики

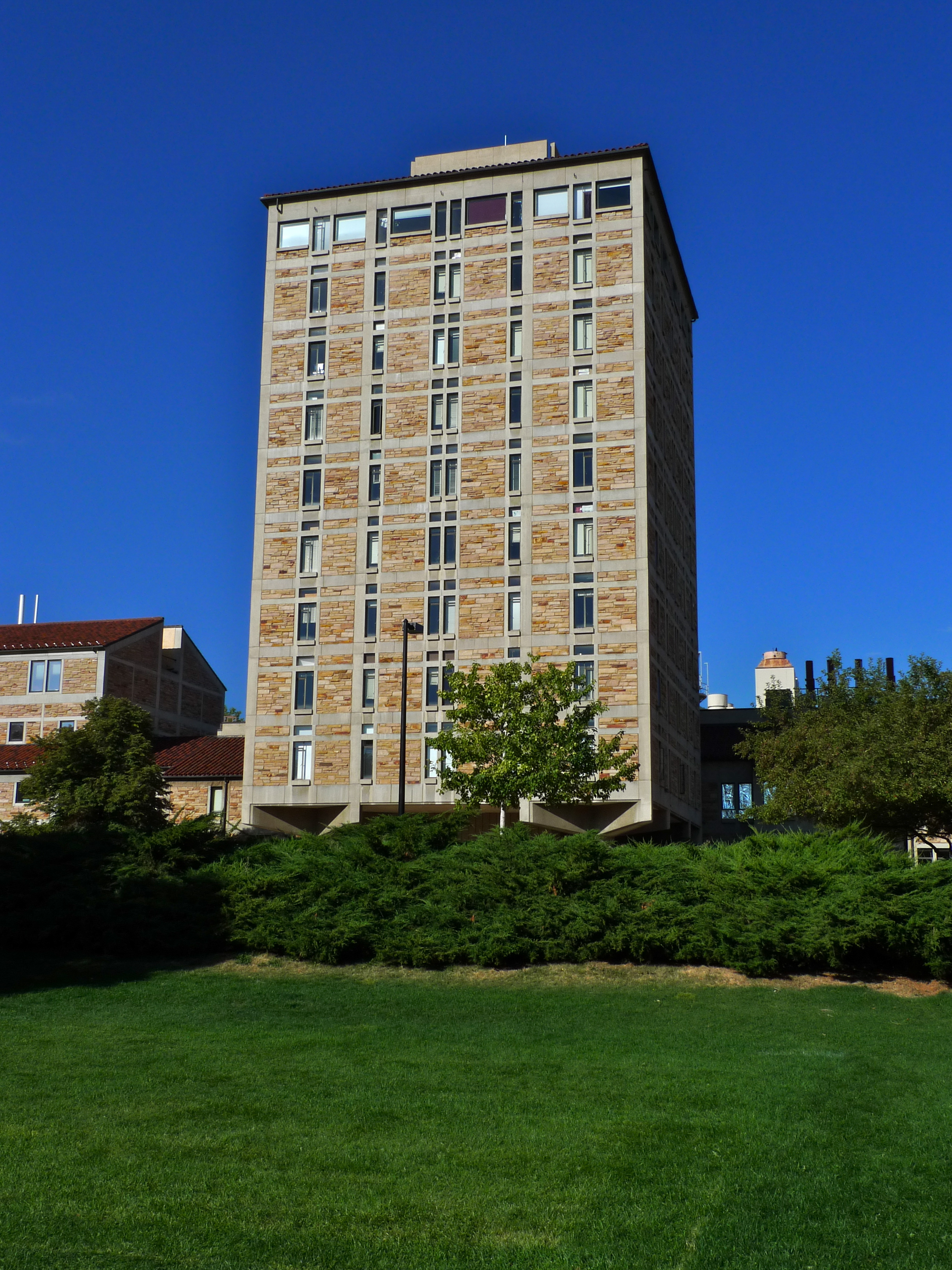
Башня JILA в Университете Колорадо

JILA, ранее известный как Объединенный институт лабораторной астрофизики —  научно- исследовательский институт физических наук в Соединенных Штатах. JILA находится в кампусе Университета Колорадо в Боулдере. JILA был основан в 1962 году как объединение  института Колорадского университета в Боулдере и Национального института стандартов и технологий.

## Исследования
JILA — один из ведущих национальных исследовательских институтов в области физических наук. Первый в мире конденсат Бозе-Эйнштейна был создан в JILA Эриком Корнеллом и Карлом Виманом в 1995 году. Первую демонстрацию частотной гребенки провел Джон Л. Холл из JILA. Первые демонстрации физики фермионного конденсата и кроссовера BEC-BCS были выполнены Деборой С. Джин.
Члены JILA назначаются на должности физических факультетов по дисциплинам:
- Астрофизика и планетология;
- Химия и биохимия;
- биология:
  - молекулярная биология,
  - клеточная биология,
  - биология развития,
- инженерия.

Подразделение квантовой физики JILA, в состав которого входят члены NIST, проводят совместные назначения преподавателей в CU на одних и тех же факультетах.
Исследования в JILA затрагивают фундаментальные научные вопросы, касающиеся ограничений квантовых измерений и технологий, конструкции прецизионных оптических и рентгеновских лазеров, фундаментальных принципов, лежащих в основе взаимодействия света и вещества, роли квантовой физики в химии и биологии, а также процессы, которые управляли эволюцией Вселенной почти 14 миллиардов лет.

## Сотрудники
Текущий состав JILA включает в себя два нобелевских лауреата — Эрик Корнелл и Джон Л. Холл; а также Джона Д. и Кэтрин Т. Макартуров Fellows — Маргарет Мернейн и Ана Мария Рей . Дэвид Дж. Вайнленд и Карл Виман, которые ранее были связаны с NIST и JILA соответственно, также были удостоены Нобелевской премии по физике, а Дебора Джин ранее была удостоена стипендии Макартура. Ежегодно ученые JILA публикуют более 200 оригинальных исследовательских работ в национальных и международных научных журналах и в материалах конференций.